# Trymacs
Trymacs (* 19. August 1994 in Hamburg-Altona; bürgerlich Maximilian Alexander Curt Stemmler) ist ein deutscher Webvideoproduzent und Livestreamer.

## Leben
Maximilian Stemmler ist in Hamburg-Altona geboren und lebte etwa 25 Jahre in Norderstedt. Nach seinem Abitur soll er laut eigenen Aussagen ein Studium im Bereich der Wirtschaftspsychologie begonnen haben. Mit wachsendem Erfolg auf YouTube und Twitch habe er sich aus Zeitmangel entschieden, das Studium abzubrechen.
Seit Ende 2017 lebt Stemmler mit seiner Frau in Hamburg, die ersten 4 Jahre in der HafenCity. Am 15. Mai 2025 heiratete er Celina Marie Springhorn.

## Wirken
Stemmler gründete am 14. März 2016 den Gaming-Kanal Trymacs auf YouTube, der sich anfangs hauptsächlich dem Mobile Game Clash Royale widmete. Deutschlandweit war er einer von wenigen, die diese bis dato eher kleine Community unterhielten. Vor allem durch sein Format „Tipps und Tricks“ entwickelte er eine größere Reichweite, wodurch andere YouTuber auf ihn aufmerksam wurden und ihm zu einer wachsenden Zuschauerschaft verhalfen. Im selben Jahr begann er regelmäßig auf Twitch zu streamen, auch wenn seine ersten Twitch Auftritte bis in das Jahr 2015 zurückreichen.
Seit dem 19. Oktober 2021 betreibt er mit den Webvideoproduzenten Varion und UnsympathischTV den Podcast Offline + Ehrlich.

### YouTube
Inzwischen betreibt Stemmler mit Trymacs, SecondTry, Lost Moments, TryReact, Trymacs Full Streams und The Art of Content Creation sechs Kanäle auf YouTube. Auf seinem Hauptkanal Trymacs veröffentlicht er regelmäßig Videos, unter anderem über Fortnite, Minecraft, und Spiele von Supercell. Hin und wieder dreht er auch Vlogs, auch wenn diese nicht der Hauptbestandteil des Kanals sind.
Auf SecondTry erscheinen ähnlich dem Hauptkanal hauptsächlich Lets Plays, allerdings als ausführlicheres Format, im Gegensatz zu dem Hauptkanal, der die Inhalte als Highlights umsetzt. Lost Moments ist ein Highlight bzw. Best-of-Kanal, der auch für Kurzvideos genutzt wird. Auf dem Kanal TryReact veröffentlicht Stemmler seine Reaktionen auf andere Videos, die meist in Streams entstehen. Die Kanäle Trymacs Full Streams und The Art of Content Creation sind derzeit inaktiv. Ersteren nutzte Stemmler, um vollständige Stream Mitschnitte hochzuladen, auf letzterem veröffentlichte er Videos, die aufschlüsseln sollen, wie man als kleiner YouTuber mit gutem Content Reichweite gewinnt.

### Twitch
Als Streamer verbreitet er unter dem Kanal Trymacs täglichen Content über Twitch. Anfang 2021 war er mit über 61.000 Twitch-Subs der am meisten abonnierte Twitch-Streamer weltweit und brach mit bis zu 365.000 Echtzeit-Zuschauern den deutschen Twitch-Zuschauerrekord.
Sein Content besteht zu großen Teilen aus Lets Plays, ähnlich den YouTube Kanälen anfänglich hauptsächlich von Clash Royale und später zunehmend von Spielen wie FIFA, Fortnite, Minecraft und Call of Duty, aber auch aus verschiedenen anderen Formaten wie Pokémon-Openings, Sportevents, Gameshows oder Reaction-Streams. Die größte Reichweite, inklusive der Streaming-Rekorde, haben ihm die Streams um das Thema Pokémon-Karten beschert, in welchen erste Ausgaben der Sammelkarten geöffnet und teilweise Karten von hohem Marktwert gezogen wurden. Daneben zählen Community-Turniere, bei denen Stemmler Preisgelder an die Gewinner ausschüttet, zu den derzeit am meisten verfolgten Formaten.

### Veranstaltungen
Am 2. April 2022 organisierte Stemmler und Michael Doleys („MckyTV“) das Boxkampf-Event Great Fight Night in der Kölner Lanxess Arena mit etwa 14.000 Zuschauern. Über zwei Vorkämpfe und einem Hauptkampf traten sechs verschiedene Twitch-Streamer gegeneinander an. Der Hauptkampf wurde von Stemmler und Doleys ausgetragen. Stemmler entschied den Kampf nach acht Runden für sich. Die Zeit ordnete die Veranstaltung als „eines der größten Liveevents […], das die deutsche YouTube- und Twitch-Szene je auf die Beine gestellt hat“ ein. Die Veranstaltung wurde exklusiv durch die Streamingplattform Joyn begleitet, die zugehörigen Vorbereitungen der Teilnehmer wurde als achtteilige Dokumentation „Road to: The Great Fight Night“ verfilmt. Der Livestream des eigentlichen Events erreichte rund 450.000 Zuschauer.
Am 2. Juli 2022 veranstaltete Stemmler mit Jens Knossalla ein Fußballevent, bei welchem die beiden Twitchstreamer jeweils ein Fußballteam zusammenstellten und dann gegeneinander antraten. Die beiden Teams bestanden dabei aus einer Mischung von Streamern, YouTubern und anderweitigen Prominenten sowie Fußballern des SC Baden-Baden. Das Event fand in dem ausverkauften Stadion Hoheluft in Hamburg statt, und wurde zeitweise von über 140.000 Zuschauern auf Twitch verfolgt. Stemmler gab an eine Fortsetzung des Formates zu planen und sein Team, mit größtenteils der gleichen Besetzung, in die Kreisklasse B bringen zu wollen.
Am 29. Dezember desselben Jahres fand schließlich ein weiteres Fußballevent unter dem Namen „Der große Kick“ in der Lanxess Arena Köln statt. Die Teams bestanden bei diesem Event ausschließlich aus Online-Persönlichkeiten, die in 6 Teams über 7-minütige Spiele und Mini-Games gegeneinander antraten. Vorab des Events kam es zu rechtlichen Schwierigkeiten mit dem Format, welches ursprünglich auf einer Eisfläche ausgetragen werden sollte. Die Veranstaltung selbst blieb mit unterdurchschnittlichen Zuschauerzahlen hinter dem Erfolg der vorherigen Events zurück.

### Fußballverein
SSV Hardstuck
Anfang des Jahres 2022 gründete Trymacs ein eigenes Fußballteam, welches unter dem Namen „SSV Hardstuck“ im Juli 2022 das erste Saisonspiel bestritt. Offiziell gehört das Fußballteam zum SC Victoria Hamburg und bildet die 5. Herrenmannschaft des Sportvereins. In erster Linie spielen in der Mannschaft Freunde und Zuschauer Stemmlers sowie einige Influencer. Der Großteil der Mannschaft steht jedoch nicht in der Öffentlichkeit oder hat keine größere Social-Media-Präsenz. Die Saison 2022/23 beendete das Team als Meister der Kreisklasse B Hamburg 4 und stieg in die Kreisliga A auf, wo es 2024 den 3. Platz belegte.
 Hardstuck Royale
Anfang 2024 nahm Trymacs als Teammanager seines Teams „Hardstuck Royale“ an der ersten Season der Baller League teil.